# المجلس المركزي للمسلمين في ألمانيا
المجلس المركزي للمسلمين في ألمانيا (بالألمانية: Zentralrat der Muslime in Deutschland) هو واحد من أكبر أربع منظمات إسلامية في ألمانيا الاتحادية، إلى جانب رابطة المراكز الثقافية الإسلامية والاتحاد الإسلامي التركي للشؤون الدينية ومجلس الإسلام في جمهورية ألمانيا الاتحادية. يمثل المجلس المركزي 10.000 إلى 20.000 مسلم عبر 22 منظمة تشترك فيه.

## الإدارة
نديم إلياس هو المدير المؤسس للمجلس، وكان رئيسه من 1994 حتى 2006. لاحقًا أصبح رئيسًا شرفيًّا. وانتُخب أيوب أكسل كولر خلفًا له. في 2010 أصبح أيمن مزياك يشغل منصب الأمين العام للمجلس.

## التمويل
يُموَّل المجلس المركزي عبر اشتراكات الأعضاء وجمع التبرعات في المساجد والتبرعات الخاصة.